# Егорье (Лавровское сельское поселение)
Его́рье — деревня в Козельском районе Калужской области. Входит в состав сельского поселения «Деревня Лавровск».

## География
Деревня находится на расстоянии 13 км к северо-западу от города Козельск, административного центра района.

### Часовой пояс
Деревня Егорье, как и вся Калужская область, находится в часовой зоне МСК (московское время). Смещение применяемого времени относительно UTC составляет +3:00.

## Население
| 2002 | 2010 |
| ---- | ---- |
| 8    | ↗10  |

## Улицы
В деревне имеется одна улица — Дачная.